# Drążona
Drążona (niem. Hölen Berg, 600 m n.p.m.) – kilkuwierzchołkowy szczyt w północnej części Gór Kruczych.

## Położenie
Drążona wyrasta pomiędzy Lipowcem na północny zachód a Świstakiem na południe. Na południe od Drążonej jest płytka przełęcz (595 m n.p.m.) z węzłem dróg leśnych która nosiła niemiecką nazwę Kujawa Platz. Wschodnie zbocze Drążonej nosi nazwę Słupy. Zbocze leży na wysokości 580–600 m n.p.m. U zachodniego i północnego podnóża Drążonej prowadzi lokalna droga z Lubawki przez Lipienicę do Krzeszowa. Przy skrzyżowaniu kiedyś stała kapliczka. Obecnie jest wywrócona.

## Budowa
Wzniesienie jest zbudowane z permskich porfirów (trachitów).

## Roślinność
Góra w całości jest porośnięta lasem świerkowo-sosnowym.

## Turystyka
- zielony – z Krzeszowa na Przełęcz Ulanowicką.